# 布耶村 (吉蘭省)
布耶村（波斯語：بويه），是伊朗吉兰省阿姆拉什县兰库区索馬姆鄉的一个村。2006年人口普查顯示該村人口为286人，分佈在100个家庭中。